# Kubicki
Kubicki (polnische Aussprache: [kuˈbit͡ski]; weiblich: Kubicka; Plural: Kubiccy) ist ein polnischer
Herkunftsname, der ursprünglich eine Person aus Kubice in Polen bezeichnete. Alternative Schreibweisen umfassen das tschechische und slowakische Kubický und die beiden eingedeutschten Varianten Kubitzki und Kubitzky.
der Familienname folgender Personen:
- Dariusz Kubicki (* 1963), polnischer Fußballspieler und -trainer
- Jakub Kubicki (1758–1833), polnischer Architekt
- Jeremi Kubicki (1911–1938), polnischer Maler
- Jörn Kubicki (1965–2020), deutscher Arzt
- Karl Kubicki (1824–1902), deutscher Politiker, MdR
- Leszek Kubicki (* 1930), polnischer Jurist und Politiker
- Marian Kubicki (1908–1972), polnischer Poet, Auschwitz-Überlebender und Politiker der Volksrepublik Polen
- Micaela Schmidt-Kubicki (* 1970), deutsche Ruderin
- Paweł Kubicki (1871–1944), polnischer Priester und Weihbischof in Sandomierz
- Peter Kubicki (* 1938), deutscher Leichtathlet
- Rafał Kubicki (* 1974), polnischer Historiker
- Stanislaw Kubicki (1889–1942), deutsch-polnischer Schriftsteller und expressionistischer Maler
- Stanislaw Karol Kubicki (1926–2019), deutscher Neurophysiologe und Hochschullehrer
- Wolfgang Kubicki (* 1952), deutscher Politiker (FDP), Bundestagsvizepräsident

Siehe auch
Kubiki